# Lamin J. Sanneh
Lamin J. Sanneh (* 22. September 1977) ist ein gambischer Politiker.

## Leben
| Parlamentswahl | Stimmen | Stimmanteil |
| -------------- | ------- | ----------- |
| 2017           | 6.316   | 46,14 %     |
| 2022           | 6.322   | 38,10 %     |

Lamin J. Sanneh trat bei der Wahl zum Parlament 2017 als Kandidat der United Democratic Party (UDP) im Wahlkreis Brikama South in der West Coast Administrative Region an. Mit 46,14 % konnte er den Wahlkreis vor Sanna Bojang (APRC) für sich gewinnen.
Seit dem Ausbruch der COVID-19-Pandemie in Gambia führt Sanneh, seit vielen Jahren Sozialarbeiter, den Kampf gegen die Pandemie in seinem Wahlkreis an und nutzt gemeindebasierte Initiativen, um sein Volk gegen die Pandemie zu sensibilisieren und zu stärken.
Bei den Parlamentswahlen 2022 erreichte Sanneh als UDP-Kandidat erneut die meisten Stimmen in seinem Wahlkreis und wurde Mitglied der 6. Gambischen Nationalversammlung.

## Ehrungen und Auszeichnungen
- 2020: Global Humanitarian Award by the World Humanitarian Drive (WHD) für seinen „selbstlosen Beitrag zur Menschlichkeit“[3]